# ウォバッシュ川
座標: 北緯37度47分53秒 西経88度1分38秒 / 北緯37.79806度 西経88.02722度
ウォバッシュ川（ウォバッシュがわ）あるいはウォバシュ川（ウォバシュがわ、[ˈwɔːbæʃ]、英: Wabash River）はアメリカ合衆国を流れる川。全長は810km。
オハイオ州北西部のインディアナ州との境界付近から西へ流れ、その後南西～南方向へと転じ、インディアナ州とイリノイ州との境界を流れ、オハイオ川へと注ぐ。オハイオ川本流の北側では最長の支流である。流域の大半はインディアナ州内にある。
ウォバッシュ川はインディアナ州の「州の川」であり、ポール・ドレッサーが作曲した『遥かなるウォバッシュ川の堤にて』は州歌になっている。インディアナ、イリノイ州の2つの郡（ウォバッシュ郡 (インディアナ州) 、ウォバッシュ郡 (イリノイ州)）、イリノイ州ウォバッシュ市、さらにイリノイ、インディアナ、オハイオ州の8つのタウンシップが「ウォバッシュ」と名付けられている。そのほか、2校の大学（ウォバッシュ大学、ウォバッシュ・バレー大学）、高校、鉄道、さらに複数の橋や通りの名前、海軍の軍艦、周辺で繰り広げられた多くの戦いも川の名前に因んでいる。

## 歴史

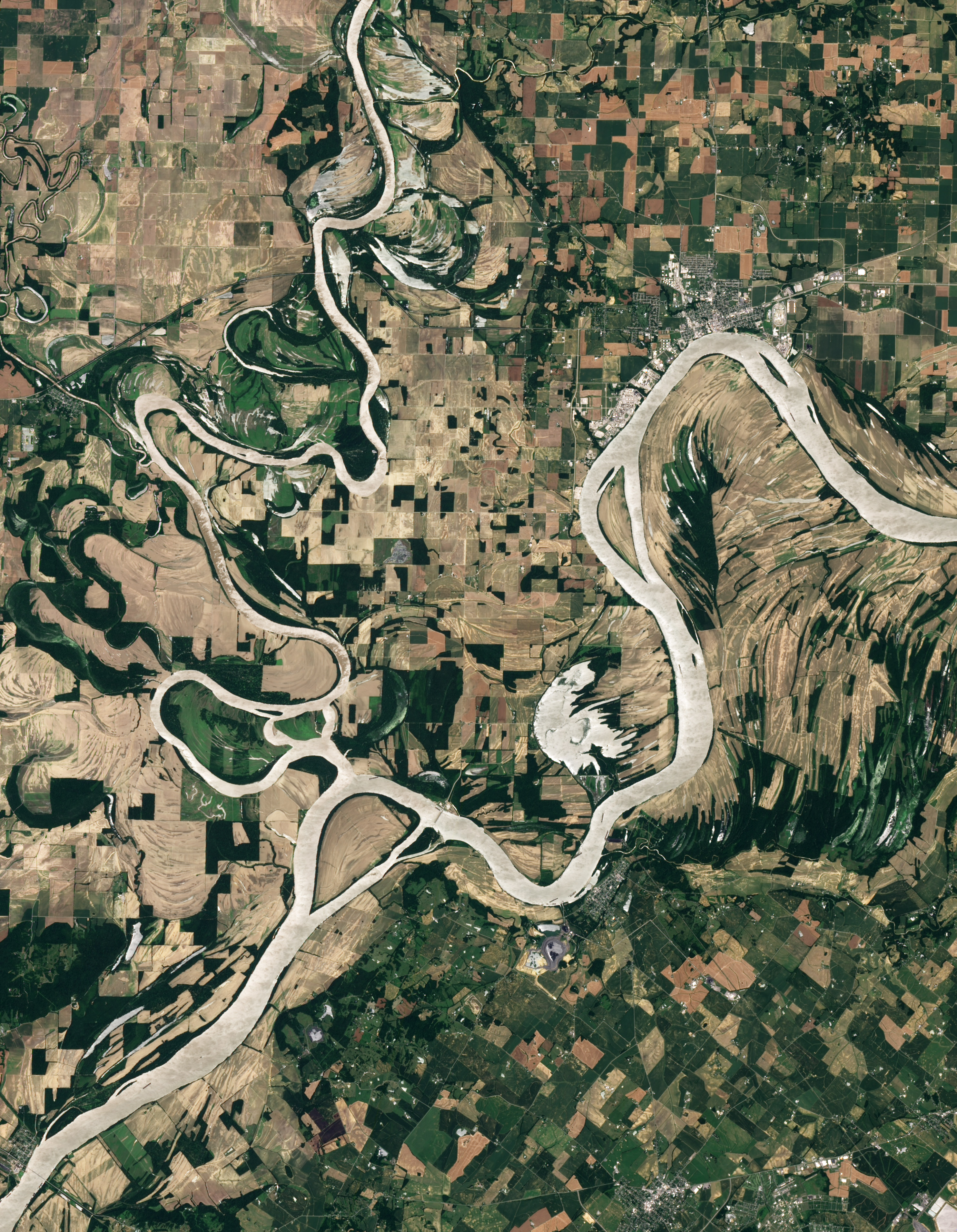
人工衛星から見た、ウォバッシュ川とオハイオ川の合流部。オハイオ川の左側にはホーヴェイ湖がある。

14,000年～15,000年前にローレンタイド氷床が融解・後退し始め、現在のインディアナ州北部～オハイオ州北西部にあった氷は3つのローブ（氷河の先端部分）に分かれた。最も東側のヒューロン・エリーローブにはフォートウェイン・モレーンが残った。氷河から解け出した水は2つの川に排水され、セントジョセフ川とセントメアリーズ川（モーミー川の支流）となった。この2つの川は、かつては恐らくウォバッシュの主要な水源であった。
氷床のヒューロン・エリーローブが解け続けると、解けた水は一時的に東の氷床と西のフォートウェイン・モレーンの間に閉じ込められた。やがて氷河跡湖のモーミー湖を形成し、この湖は現在のエリー湖の原型となった。約11,000年前、モーミー湖の水深があまりにも深くなりすぎたために、フォートウェイン・モレーンの弱くなっている部分から決壊した。
これにより発生した氷河湖決壊洪水は幅1.6～3.2㎞の谷を刻み、ウォバッシュ・エリー水路または単に「排水路」として知られている。リトル川はこの水路を流れており、アメリカ国道24号線もフォートウェインからハンティントンまでこれに沿っている。インディアナ州アレン郡には地誌学的な特徴が最もよく見られる。
氷床が地域から完全に解けきると、ウォバッシュ・エリー水路よりも標高の低い、新たなモーミー湖からの排水路が開かれた。セントジョセフ川、セントメアリーズ川はウォバッシュ・エリー水路を流れ続けたが、モーミー湖はもはやそうではなくなった。
それがいつであったかは確かではないが、遠い昔にセントジョセフ川とセントメアリーズ川は堆積物を越え、フォートウェイン水路の沼沢地へと溢れた。並外れた洪水で放出された水は水路を横切り、モーミー川の源流に接触するのに十分だった。洪水流は東のモーミー川に流れ込み、新たな水路の浸食作用はフォートウェイン水路を横切り、より標高の低いモーミー川へと流れるのに十分であった。これは要するに、洪水流が引くとかつての水路は2つの川によって恒久的に断たれたことを意味した。両川による河川争奪の結果、モーミー川は小河川から大きな川へと変わった。川は前と同じようにフォートウェイン水路を通ってはいるが、現在は西方向ではなく、東のエリー湖へと流れている。この出来事の結果、ウォバッシュ・モレーン沿いのインディアナ州ブラフトン付近に源を発するウォバッシュ川の支流が、川の本流へと変わった。
ウォバッシュ川の流路の一部は、氷河期が始まる前のテイズ川の流路である。
「ウォバッシュ」（Wabash）という名前は、フランス語での川の名前「Ouabache」を英語風に綴ったものである。フランス人の交易者は、マイアミ・イリノイ語での川の名前waapaahšiikiから名付け、その意味は「白く輝く」、「純白」、「白い石を流れる川」等である。マイアミ族は川底が石灰岩になっているインディアナ州ハンティントン郡での川の透明さを名前に反映させた。
ウォバッシュ川はミシシッピ川を探検したフランス人によって、オハイオ川も含めて初めて地図上に表された。現在、ウォバッシュ川はオハイオ川の支流とみなされているが、18世紀半ばまではオハイオ川がウォバッシュ川の支流だと考えられていた。というのも、フランス人交易者はメキシコ湾からカナダまで南北を移動するのにウォバッシュ川を通っていたからである。ウォバッシュ川は北アメリカとフランスの交易において不可欠な役割を果たした。
アメリカは、1779年のフォート・ビンセンスの戦い、179年のセントクレアの敗戦（ウォバッシュの戦い）、1794年のフォートリカバリー襲撃、1811年のティピカヌーの戦い、1812年のハリソン砦包囲戦と、計5回の戦闘を川の近くで戦った。イリノイ州マウントカーメル付近のビール・ウッズ州立公園には、かつて川に隣接していた原生林が133ヘクタール残されている。19世紀当時、ウォバッシュ・アンド・エリー運河は世界で最も長い運河で、川の大部分に沿っていた。現在でもまだ到達可能な場所はあるが、運河のほとんどは廃止され、もはや存在していない。
19世紀のほとんどの期間は、インディアナ州テレホートとオハイオ川合流部との間は大型船も航行でき、蒸気船も立ち寄っていた。しかし19世紀末には農業が原因で水量が減少し、大型船はウォバッシュ川を通過できなくなった。浚渫がされらばこの問題を解決できた可能性があったが、鉄道が輸送手段としてより好まれるようになったため、着手されなかった。テレホートから下流200マイルの区間には操作不可能になった旋回橋が数か所にある。
インディアナ州とイリノイ州境での川の流路はしばしば変わっている。川の短絡によりインディアナ州またはイリノイ州のどちらかに完全に入り込んでいる部分もある。しかし、通常は川の中央を両州の境と見なしている。
1922年から1929年まで、イリノイ州ウォバッシュ郡のグランドラピッズダムの近くに、グランドラピッズ・ホテルが開業していた。フレデリック・ハインド・ジンマーマンがホテルのオーナーだった。ホテルはアメリカ国内中からの多くの客をもてなした。

## 流路

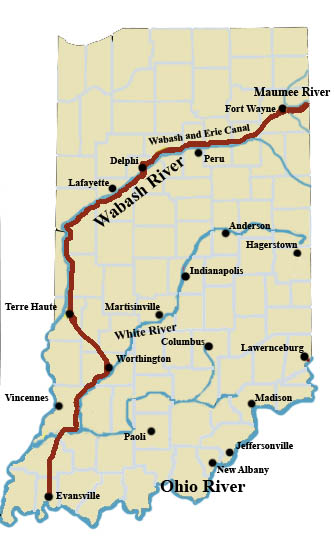
ウォバッシュ・エリー運河の経路

川の源流からオハイオ州フォートリカバリーまでは、流れは速く、水量は非常に少なく、流路もはっきりしていない。橋の桁下の高さが低いため、ほとんどの船はここを通過できない。源流から7マイル、9マイルの地点で支流がそれぞれ合流し、水量は大幅に増える。11マイル進むとフォートリカバリーに到達する 。フォートリカバリーから下流のMacedonまでの間にさらに2本の支流が合流し、これより下流では船の航行が可能になる。源流から23マイル地点で、北に流れていた川が西へと急カーブし、28マイル地点でインディアナ州に入る。
インディアナ州に入ると、川が鋭く曲がっている箇所が多くあり、丸太が川を塞ぐことがしばしばある。川の屈曲が多いため、州は1830年代にウォバッシュ・エリー運河の一部として、イリノイ州境とフォートウェインとの間に水路を建設して移動距離を短くしようとした。その後運河は放棄されたが、流路が何度も変わった結果、多くの短絡路や出口のない入り江状の場所が作り出された。インディアナ州に入って最初の27㎞は川が迷路のようになっている。
45マイル地点では、鋭いカーブは少なくなり直線的な流れになる。さらに17本の支流が合流して水深もかなり深くなり、大型の船舶も航行できるようになる。51マイル地点ではウォバッシュ州立公園を通過し、ここから川幅が広くなり水深は浅くなる。この地域では川底に白い石灰岩が見られる一方で、下流では濁りのため見ることができない 。公園を出ると66マイル地点のブラフトン付近へ向けて流れる。川幅はより広く、推進はより浅くなり、大型船が航行できるのは狭い水路に限られる。71マイル地点のマレー付近までは川幅は広いままで、やや岩石の多い小規模な急流もある。81マイル地点のマークルの村までは、ダムや堤防があるため水深は深く静かな流れになる。かつてここにあった水門は放棄され、狭い穴が唯一の迂回する手段である。ここでは水深が約1.2ｍ浅くなり、ウォバッシュ川で最も危険な場所の一つである。航行者は船でここを越えるよりも、一旦船を降りて川から離れたほうがいいと助言される。
89マイル地点では、巨大なハンティントンダムが川をせき止める。アメリカ陸軍工兵司令部によってダムは建設され、J・エドワード・ローシュ湖が形成されている。湖は長さ8㎞、幅は最大で1㎞の広大な公園に囲まれている。長大なハンティントンダムを過ぎるとほとんど航行できなくなる。多くの場合、水深が非常に浅くなる。91マイル地点にある小規模なダムも危険な障害であり、この区間は航行者にとって閉ざされている。
93マイル地点で、主要な支流であるリトル川が合流する。ハンティントンはリトル川とウォバッシュ川の合流点に位置する。リトル川の合流により、ウォバッシュ川の水量は劇的に上昇する。ウォバッシュにはダムがあるため、リトル川の方が水量が多いこともしばしばある。ハンティントンからウォバッシュ市の間でも小さな支流がさらに合流して水かさが増す。ウォバッシュ市からペルー市の間には、主に砂州から成る一連の中州が形成される。ペルー市を過ぎるとローガンズポートまで川は穏やかに流れる。ローガンズポート付近では再び川が複数に分かれ、その間に中州ができる。岩がちで狭い水路もあるが、もう一方の水路は広く航行可能である。ローガンズポートと176マイル地点のデルフィ市までは、ウォバッシュ・エリー運河がわずかに残されている。デルフィ市ではその水路に接続できる。デルフィ市を過ぎると、2番目に大きな支流であるティピカヌー川が合流する。2つの川が合流する地点は1811年にティピカヌーの戦いが起こった場所で、現在はプロファーズタウン州立公園になっている。ティピカヌー川の合流後は水量が著しく増加する。

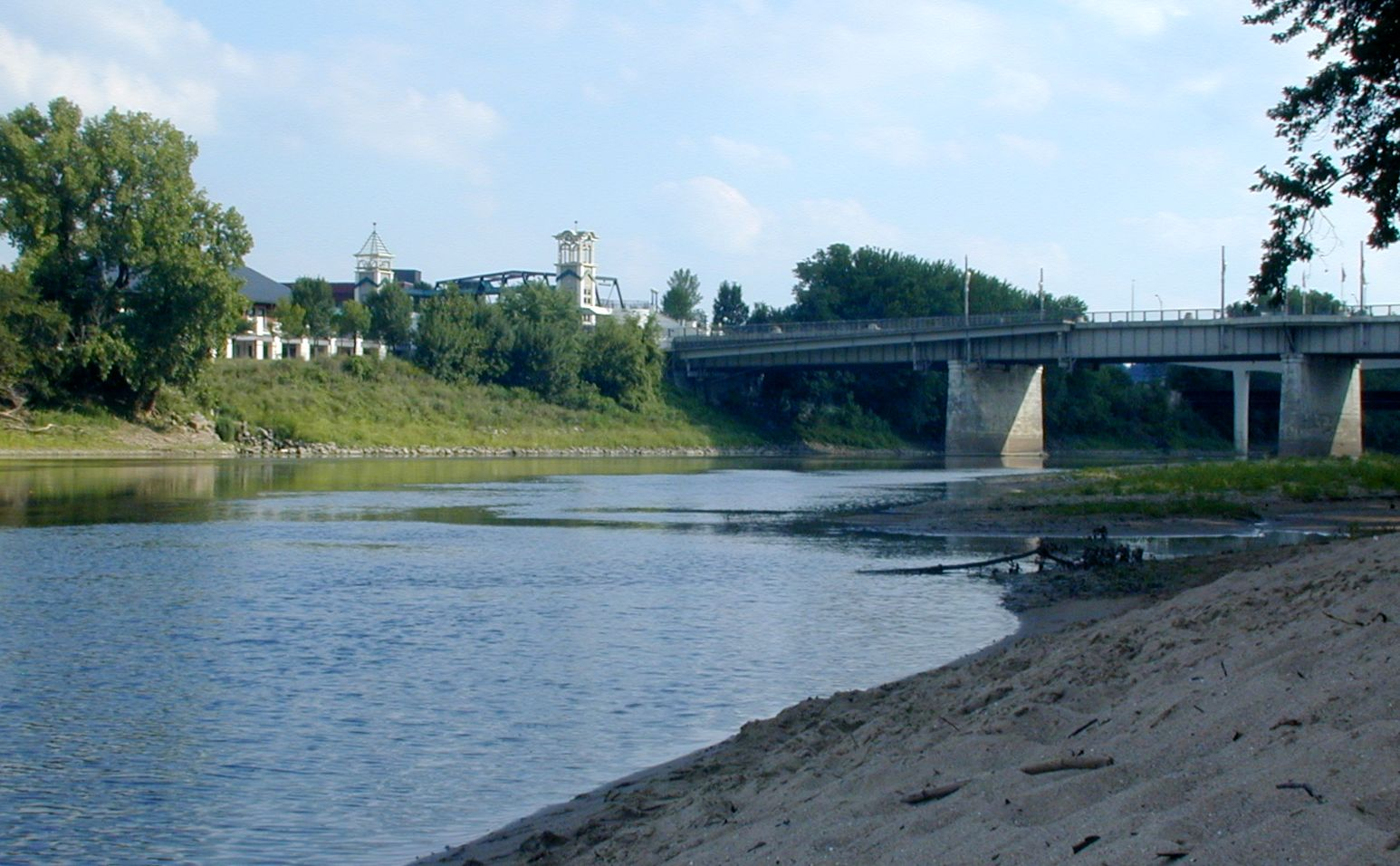
ラファイエット市内を流れるウォバッシュ川

210マイル地点のラファイエット市を過ぎると、西へ流れていた川は次第に南へと向きを変える。241マイル地点のコビントン市からはほぼ南へ流れ始める.。この付近では水深が深いが、一方でコビントンから300マイル地点のテレホートまでは砂州もみられる。過去には大型船も航行できたが、浸食やシルトの堆積により航行可能な幅は狭くなってきている。南へ下るにつれ、川幅は次第に広くなる。316マイル地点からは、終端のオハイオ川との合流点までウォバッシュ川がインディアナ州とイリノイ州との州境を形成する。
イリノイ州ダーウィンでは、農協によりウォバッシュ川で唯一のフェリーが運航されている。重量のある農機具が川を渡るのに使われる。ダーウィンの南、410マイル地点からは次第に巨大な崖がそびえ立ち、最終的には川から60メートルほどの高さに達する。この地域は川沿いで最も人里離れた場所であり、概して開けた土地になっている。441マイル地点のビンセンズ市に近づくと、再び人口が多くなる。フランス人によって1720年に設立されたビンセンズはインディアナ州で最も古い開拓地で、中西部でもかなり古い部類に入る。市は川がカーブしている場所に位置しており、河川交通をコントロールすることができた。市の4マイル西では2番目に大きな支流であるエンバラス川が合流する。
ビンセンズを過ぎると、マウントカーメルで最大の支流であるホワイト川が合流し、川幅は大きく広がり750フィート(228メートル）以上になる。約1マイル下流のギブソン発電所付近でも、大きな支流のパトカ川が合流する。かつての運河の水門が洪水のため廃止されたことにより、水位が低いときは合流点では急流になる。さらに下流では、川の流路がショートカットされた結果、インディアナ州とイリノイ州の間に飛地が存在する。最大の飛地はインディアナ州グレイビル付近にある。1985年の洪水で川の流路が変わり、川の長さが約3㎞短くなり、イリノイ州側には三日月湖が形成された。さらに下るとブラック川がインディアナ州側から合流する。この付近には、1810年に空想的社会主義者らによって立ち上げられたニューハーモニーの歴史的な町がある 。
460マイル地点で、川は再び複数の流路に分かれる。この地域には長さ1マイルの、ウォバッシュ川で最大の中州がある。イリノイ州ニューヘイブン付近の482マイル地点では、川の左岸側で2番目に大きな支流のリトルウォバッシュ川が合流する。491マイル地点でウォバッシュ川はオハイオ川に注ぐ。

## 動物相

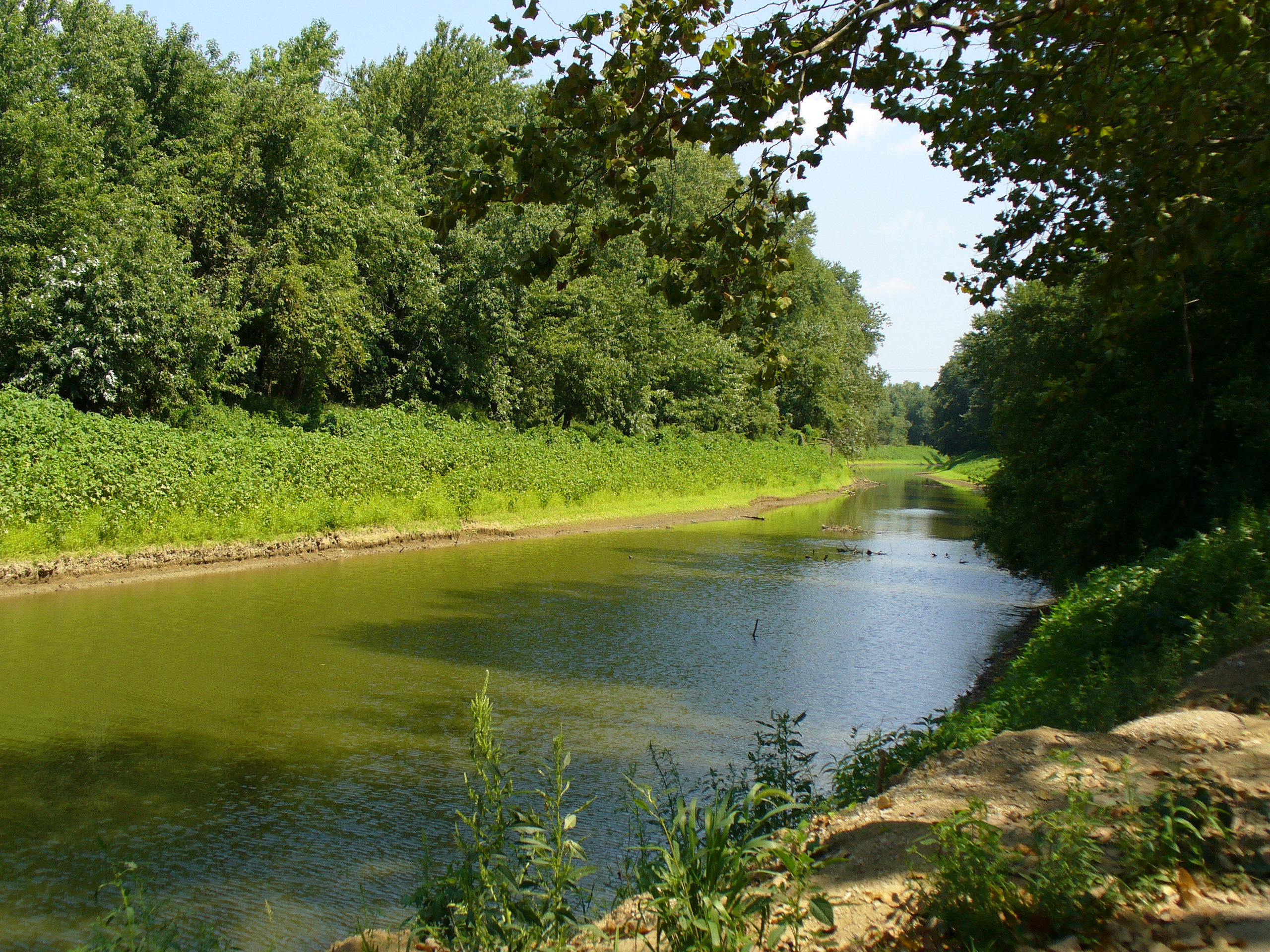
ウォバッシュ川の水鳥の鳥獣保護区（マウントカーメル付近）

ウォバッシュ川には多様で豊富な野生動物が暮らしている。少なくとも150種類以上の鳥類が川沿いで見られる。水鳥をはじめ、ゴイサギ、ミノゴイ、コチョウゲンボウなどが生息している。川の堤防近くに巣を作る渉禽類も見られる。川に住み着いている魚類も多く、バス (魚)、マス、サンフィッシュ科、クラッピー、ナマズ、コイ等が確認できる。蛇、亀など水生の爬虫類も水辺に現れる。ウシガエル、ブチイモリといった両生類やザリガニも流域の至る所で見られる。

## 川沿いの都市・町

### イリノイ州
- グレイビル
- ハトソンビル
- モーニー
- マウントカーメル
- セントフランシスビル

### インディアナ州

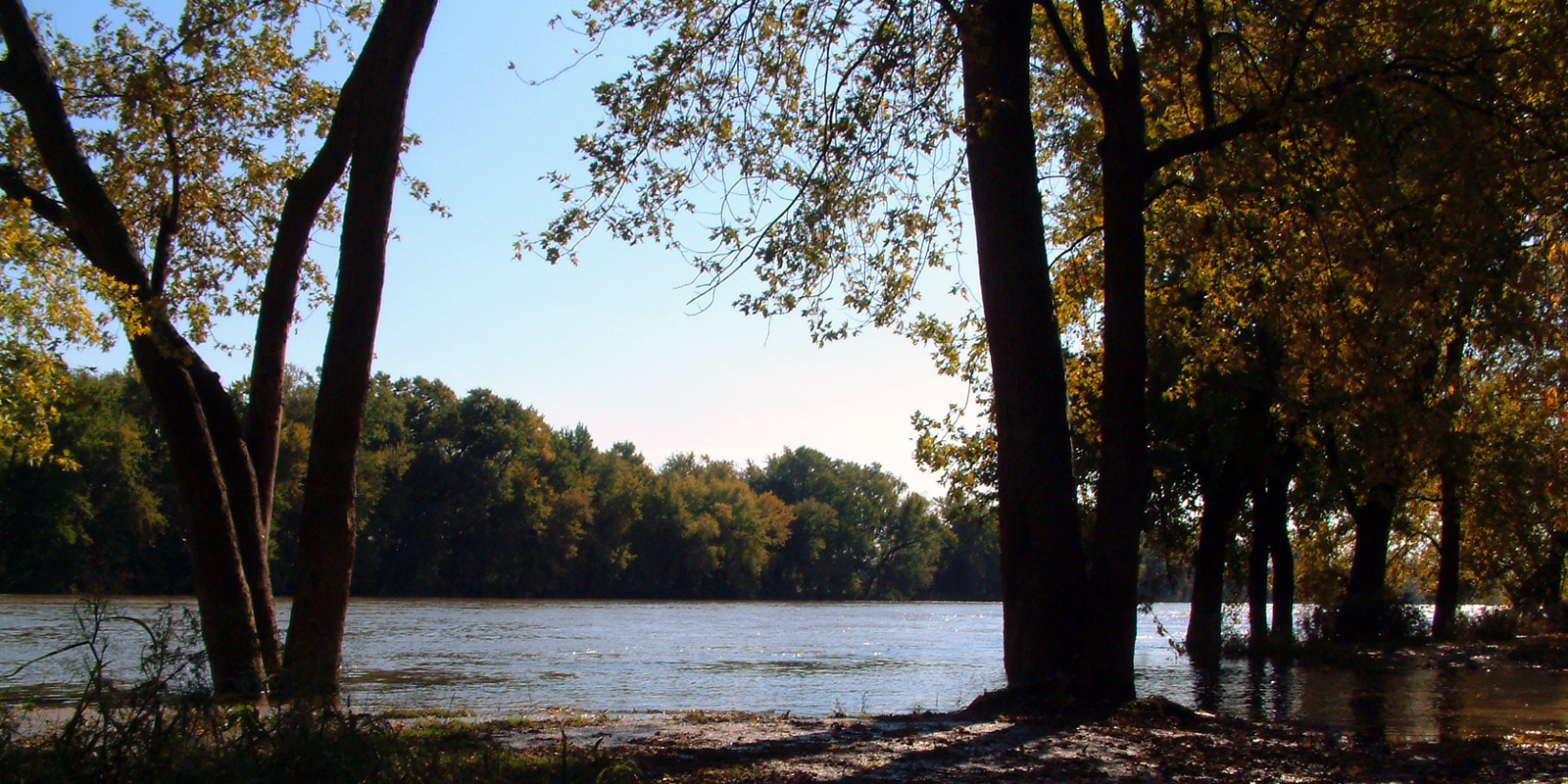
ウィリアムズポートでのウォバッシュ川

- アンドリューズ
- アッティカ
- ブラフトン
- クリントン
- コビントン
- デルフィ
- ハンティントン
- ラファイエット
- ラグロ
- ローガンズポート
- マークル
- メロム
- モンテスマ
- ニューポート
- ペリーズビル
- ペルー
- テレホート
- ビンセンズ
- ウォバッシュ
- ウェストラファイエット
- ウィリアムズポート

### オハイオ州
- フォートリカバリー

## 主な支流

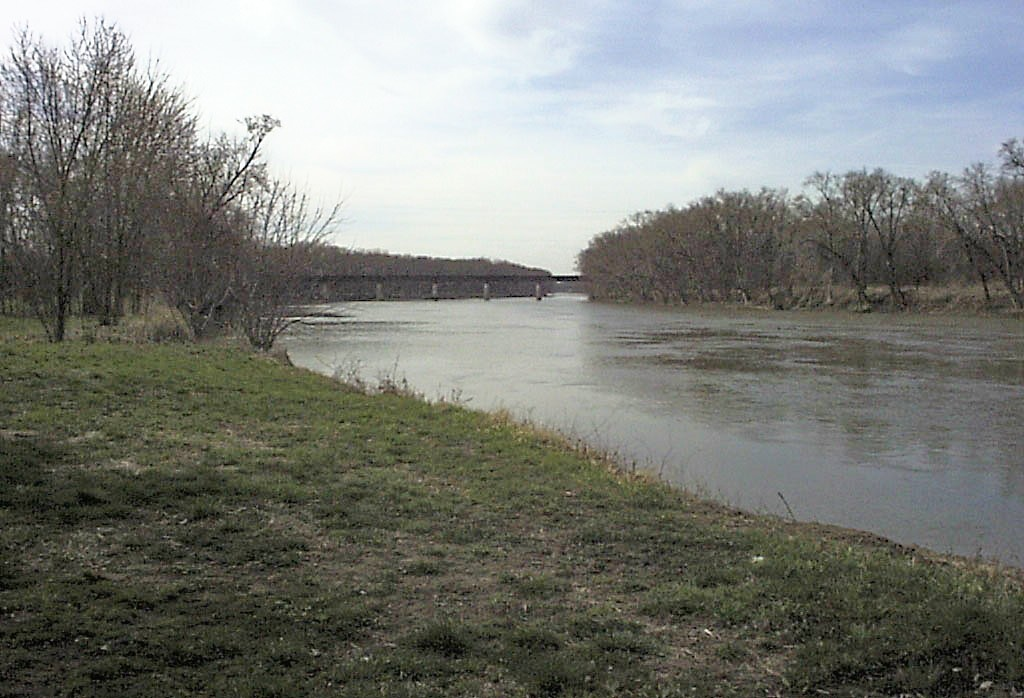
インディアナ州コビントンでのウォバッシュ川

- サラモニー川
- リトル川
- ミシシネワ川
- イール川
- ティピカヌー川
- シュガー川
- ホワイト川
- パトカ川
- ヴァーミリオン川
- エンバラス川
- リトルウォバッシュ川
- ワイルドキャット川